# Make a Secret
Singles de BoA
Do the Motion
(2005) Dakishimeru
(2005)
Make a Secret est le 17e single de BoA sorti sous le label Avex Trax le 31 août 2005 au Japon. Il atteint la 5e place du classement de l'Oricon et reste classé 8 semaines pour un total de 54 453 exemplaires vendus. Les chansons Make a secret et Long Time No See se trouvent sur l'album Outgrow.

## Liste des titres
| 1. | Make a Secret                   |  |
| 2. | Long Time No See                |  |
| 3. | Make a Secret (Instrumental)    |  |
| 4. | Long Time No See (Instrumental) |  |